# Valdaone
Valdaone är en kommun i provinsen Trento i regionen Trentino-Sydtyrolen i Italien. Kommunen hade 1 160 invånare (2018).
Kommun bildades den 1 januari 2015 genom en sammanslagning av de tidigare kommunerna Bersone, Daone och Praso.